# Brown Cove Tarn
Der Brown Cove Tarn ist ein See im Lake District, Cumbria, England.
Der Brown Cove Tarn liegt nordwestlich des Catstye Cam und nördlich des Helvellyn. Der See hat einen unbenannten Zufluss aus südwestlicher Richtung. Sein unbenannter Abfluss im Nordosten geht in den Glenridding Beck über.
Die Reste einer nicht mehr zerstörten Staumauer, die den See einst vergrößerten sind noch zu erkennen.